# Arcagato (medico romano)
Arcagato (III secolo a.C.) è stato uno dei primi medici nella Roma antica.
Emigrò dalla Grecia nel 219 a.C., gli fu concessa la cittadinanza romana e a spese pubbliche aprì un ambulatorio all'incrocio di Via Acilia. Plinio il Vecchio riferisce come Arcagato fosse un maestro nel curare ferite, ma un suo uso troppo disinvolto degli strumenti chirurgici, e un eccessivo ricorso alle amputazioni, gli valse il soprannome di Carnifex, "carnefice". Questo comprensibilmente non giovò alla sua fama e fece calare la stima dei cittadini nei suoi confronti, finché non fu mandato in esilio.